# Dallas Chaparrals 1969-1970
La stagione 1969-70 dei Dallas Chaparrals fu la 3ª nella ABA per la franchigia.
I Dallas Chaparrals arrivarono secondi nella Western Division con un record di 45-39. Nei play-off persero la semifinale di division con i Los Angeles Stars (4-2).

## Classifica
| Squadra                | V  | P  | %    | GB |
| ---------------------- | -- | -- | ---- | -- |
| Denver Rockets         | 51 | 33 | 60,7 | -  |
| Dallas Chaparrals      | 45 | 39 | 53,6 | 6  |
| Washington Caps        | 44 | 40 | 52,4 | 7  |
| Los Angeles Stars      | 43 | 41 | 51,2 | 8  |
| New Orleans Buccaneers | 42 | 42 | 50,0 | 9  |

## Roster
| N° | Naz.                   | Ruolo | Sportivo          | Anno | Alt. | Peso |
| -- | ---------------------- | ----- | ----------------- | ---- | ---- | ---- |
|    | Stati Uniti (bandiera) | GA    | Maurice McHartley | 1942 | 191  | 84   |
| 10 | Stati Uniti (bandiera) | G     | Glen Combs        | 1946 | 188  | 84   |
| 12 | Stati Uniti (bandiera) | GA    | Ron Boone         | 1946 | 188  | 91   |
| 16 | Stati Uniti (bandiera) | GA    | Cliff Hagan       | 1931 | 193  | 95   |
| 22 | Stati Uniti (bandiera) | A     | Bob Bedell        | 1944 | 201  | 93   |
| 24 | Stati Uniti (bandiera) | GA    | Charles Beasley   | 1945 | 196  | 86   |
| 25 | Stati Uniti (bandiera) | AC    | Bill McGill       | 1939 | 206  | 102  |
| 31 | Stati Uniti (bandiera) | A     | Riney Lochmann    | 1944 | 198  | 98   |
| 32 | Stati Uniti (bandiera) | G     | Tom Hagan         | 1947 | 191  | 84   |
| 33 | Stati Uniti (bandiera) | AC    | Rich Jones        | 1946 | 198  | 100  |
| 34 | Stati Uniti (bandiera) | A     | Willie Scott      | 1947 | 196  | 95   |
| 35 | Stati Uniti (bandiera) | AC    | Cincy Powell      | 1942 | 201  | 100  |
| 43 | Stati Uniti (bandiera) | AC    | Manny Leaks       | 1945 | 203  | 102  |
| 44 | Stati Uniti (bandiera) | AC    | John Beasley      | 1944 | 206  | 102  |
| 50 | Stati Uniti (bandiera) | C     | Bob Christian     | 1946 | 208  | 116  |
| 55 | Stati Uniti (bandiera) | C     | John Smith        | 1944 | 213  | 107  |

## Staff tecnico
- Allenatori: Cliff Hagan (22-21) (fino al 14 gennaio)[1], Max Williams (23-18)